# Mandíbulas y las Mascotas de los Vengadores
Mandíbulas y las Mascotas de los Vengadores es una serie limitada de cómics de cuatro números publicada por Marvel Comics de julio a octubre de 2009. Le siguió la serie limitada de cuatro números Lockjaw and the Pet Avengers Unleashed de mayo a agosto de 2010. Ambas series fueron escrito por Chris Eliopoulos con arte de Ig Guara.

## Trama
El miembro de Los 4 Fantásticos, Sr. Fantástico, visita Attilan, la ciudad de los Inhumanos, en busca de las seis Gemas del Infinito (cada una un artefacto de gran poder). Lockjaw, un perro de gran tamaño y mascota de la Familia Real Inhumana, encuentra la Gema de la Mente, que aumenta la inteligencia del animal. Usando la telepatía para leer la mente de Sr. Fantástico, Lockjaw decide encontrar las gemas restantes. La mascota se encuentra y recluta a otros animales como compañeros de los héroes, incluido el gato Hairball, el diminuto dragón Lockheed, el halcón Redwing, la rana Throg, el pato Howard el pato, el conejo Súper Conejo, el hurón Nosie, el mono Hit-Monkey, las ardillas Monkey Joe y Tippy-Toe, y la cachorra Ms. Lion (en realidad es un personaje de la serie animada Spider-Man and His Amazing Friends).
Cortesía de la capacidad de Lockjaw para teletransportarse, el grupo visita la prehistórica Tierra Salvaje y adquiere la Gema del Tiempo y la ayuda del tigre dientes de sable Zabu y el Tyrannosaurus rex Dinosaurio Diablo. La  Gema del Espacio se encuentra en el pasado, y después de un encuentro bajo el agua y ser tragado por Giganto, que parece una ballena, el grupo recolecta la Gema del Alma y la Gema de la Realidad. El equipo de animales converge en la gema final, la Gema del Poder, que está en posesión del perro del Presidente de los Estados Unidos, Bo. El Titán Thanos, un propietario anterior de las seis gemas cuando se unieron como Guantelete del Infinito, interviene y mata a Ms. Lion. Los otros animales están enojados por este acto y usan las Gemas para dejar varado a Thanos en una dimensión alternativa y posteriormente revivir a su camarada.
Al recuperar la gema final, el grupo decide separarse, pero no antes de que Throg advierta que ahora comparten un vínculo psíquico y que se reunirán si es necesario. Ms. Lion (resucitada por Hairball a través de la Gema del Alma) llama al grupo Mascotas de los Vengadores. La serie concluye con Lockjaw presentando las gemas a un sorprendido Sr. Fantástico.

## Recepción
La primera serie recibió críticas mixtas, con IGN calificando el primer número con un 6,5 sobre 10. El primer número se agotó y pasó a la segunda impresión.
La historia del equipo continuó en una segunda serie, Lockjaw and the Pet Avengers: Unleashed (mayo - agosto de 2010), seguida de una tercera serie limitada Avengers vs. the Pet Avengers (diciembre de 2010 - marzo de 2011) y una aparición especial en el título de la miniserie para todas las edades Power Pack Thor and the Warriors Four (abril de 2010). También aparecieron con Rocket Raccoon y Cosmo de Guardianes de la Galaxia en Guardians Team-Up #5 (junio de 2015).

## Ediciones recopiladas
Las historias se han recopilado en dos volúmenes de bolsillo comerciales:
- Lockjaw and the Pet Avengers (collects Lockjaw and the Pet Avengers #1-4, the Tails of the Pet Avengers digital comic, and the Marvel Pets Handbook), 176 pages, May 2010, ISBN 0-7851-4123-5 (hardcover, November 2009, ISBN 0-7851-4271-1)
- Lockjaw and the Pet Avengers Unleashed (collects Lockjaw and the Pet Avengers Unleashed #1-4, the Tails of the Pet Avengers: The Dog Days of Summer one-shot issue, and a Hulk-Pet Avengers single-page story), 120 pages, February 2011, ISBN 0-7851-4303-3 (hardcover, September 2010, ISBN 0-7851-4304-1)
- Avengers vs. Pet Avengers (collects Avengers vs. Pet Avengers #1-4 and Spider-Man Family #6), 128 pages, July 2011, ISBN 0-7851-5185-0

Las apariciones anteriores de los animales también se han recopilado en rústica comercial:
- Pet Avengers Classic (collects Thing #4, Captain America #220, Ka-Zar the Savage #14-15, X-Men Unlimited #43, Marvel Comics Presents #72, Speedball #6, Marvel Tales #100, Marvel Super-Heroes #8, Amazing Fantasy #15, Fantastic Four #94, New Defenders #150, New Mutants Annual #4, Franklin Richards: Happy Franksgiving, New Warriors #2, and Journey into Mystery #57), 208 pages, October 2009, ISBN 0-7851-3966-4

## En otros medios

### Videojuego
- Las Mascotas de los Vengadores se pueden jugar en Marvel Avengers Academy. Este equipo también incluye Throg, Redwing, Firebird, Zabu y Howard el pato.[3]